# 島袋隼士
島袋 隼士（しまぶくろ はやと、1987年10月29日 - ）は、日本の天文学者、インフルエンサー。宇宙論の専門家（雲南大学）。

## 略歴
沖縄県那覇市出身。1987年生。専門は観測的宇宙論。特に宇宙再電離期と21cm線に関する理論的研究。東北大学理学部宇宙地球物理学科天文学コース卒（2011年）。名古屋大学大学院にて博士号を取得（2016年）。パリ天文台、北京・清華大学でのポスドク研究員、雲南大学副研究員を経て、2022年より雲南大学西南天文研究所副教授。

## 出演

### TV
- News23 (2021年11月4日)[6]

### ラジオ
- Watta! ltta! #33（2023年5月18日、Spotify）[7]

### 新聞
- 毎日新聞（2020年11月30日）[8]
- 朝日新聞（2022年10月1日）[9]
- 琉球新報（2023年3月27日）[10]

### ネットメディア
- ABEMA prime (2022年10月6日)[11][12]
- らぶラボきゅ〜 [13]
- 佐伯恵太のなんでも研究チャンネル[14][15]

## 記事

### ウェブ記事
•サイエンスメディア「ガリレオ」

## 著書
- 宇宙の謎に迫る！中学生からわかる現代天文学（技術評論社、2025年5月1日発売、ISBN:978-4-297-14854-6）https://gihyo.jp/book/2025/978-4-297-14854-6